# Golfe de Beauduc
Le golfe de Beauduc ou golfe des Saintes-Maries est un golfe du littoral méditerranéen qui s'enfonce entre les deux bras du Delta du Rhône, encore actif, le Grand-Rhône, à l'est et le Petit-Rhône, à l'ouest (Bouches-du-Rhône). Il est une partie du golfe du Lion.
Le golfe abrite un spot de kitesurf  connu des pratiquants.

## Situation
Ce golfe borde essentiellement la côte méridionale de la Camargue, région naturelle française et le territoire de la commune des Saintes-Maries-de-la-Mer, mais aussi une partie du territoire de la commune d'Arles dans son extrémité orientale.

## Toponymie

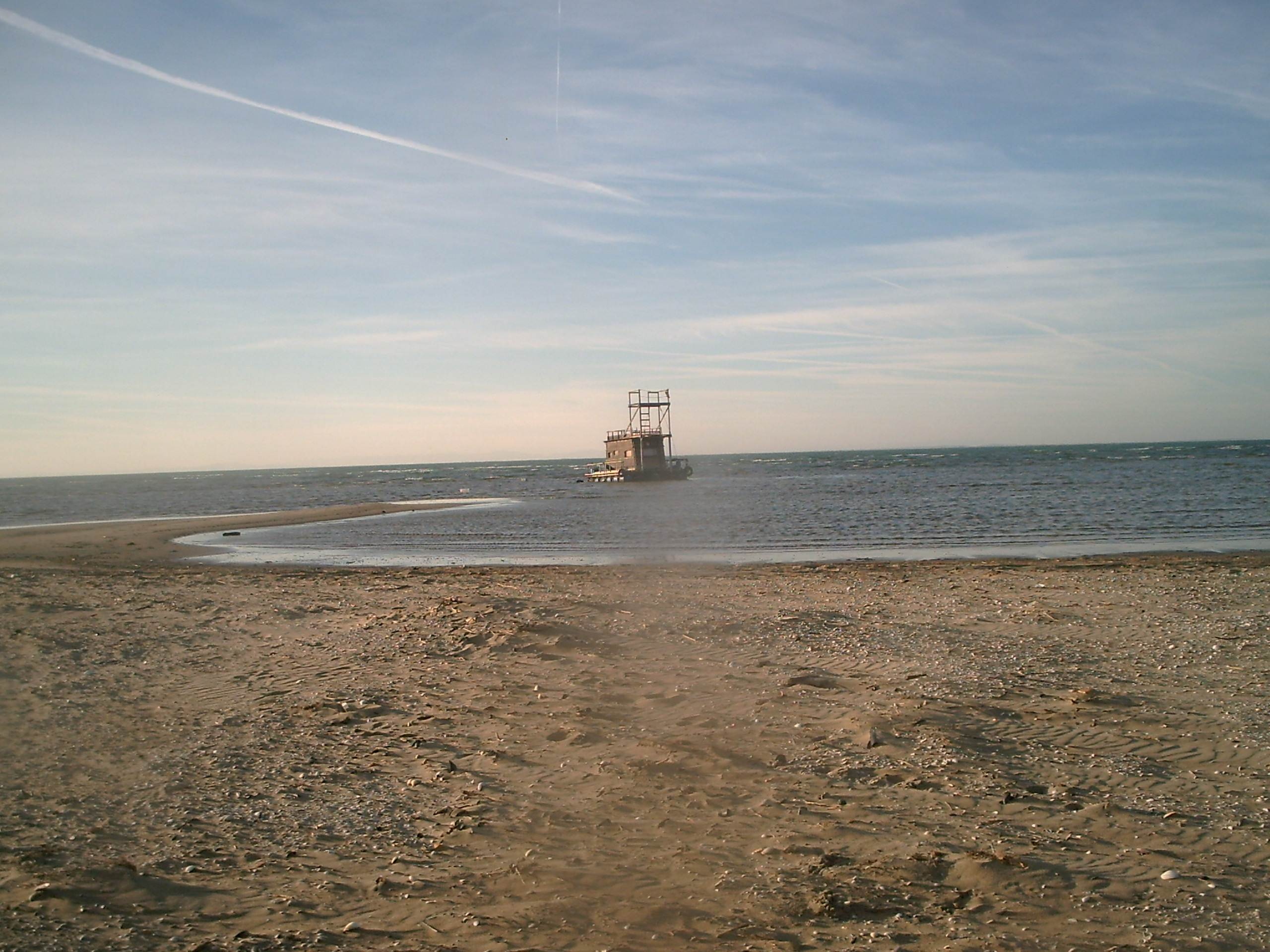
le golfe de Beauduc

## Monuments locaux
Le phare de la Gacholle est situé au centre du golfe de Beauduc, en Camargue, sur la digue à la mer entre les Saintes-Maries-de-la-Mer et Salin-de-Giraud.
Le phare de Beauduc est situé à l'extrémité oriantale du golfe de Beauduc, en Camargue, sur le territoire de la commune d'Arles.
Les cabanes de Beauduc, petites maisons construites par des artisans cabaniers, alignées face au golfe sur le territoire des Saintes-Maries-de-la-Mer.
Jusqu’au début du XXe siècle, ces cabanes constituaient le principal habitat des camarguais de condition modeste, tels que les pécheurs locaux, les guardians ou les ouvriers des salins .
Certaines de ces cabanes ont fait l'objet d'une procédure administrative afin de procéder à leurs démolitions.